# Hrvatski pisci iz BiH, A
- Djela pisaca na slovo A

- Adžamić, Anto
- Alaupović, Tugomir
- Alfirević, Frano
- Alilović, Ivan
- Alković, Marijan
- Alvernski, Bartol
- Ančić, Ivan
- Andrić, Ivo
- Andrić, Ivo Mijo
- Andrijašević, Niko
- Anić, Ljerka
- Antunović, Zdenko
- Arapović, Borislav
- Arapović, Vera
- Artuković, Zlata
- Augustinović, Augustin